# Эрдман, Фёдор Иванович
Фёдор Иванович Эрдман (собственно Франц Эрдман, нем. Friedrich Franz Ludwig Erdmann; 1793, Людвигслюст — 1862, Казань) — российский востоковед немецкого происхождения, заслуженный профессор восточной словесности Казанского университета.

## Биография
Родился 15 марта 1793 года в Людвигслюсте в семье пастора Иоганна Эрнста Фридриха Эрдмана, в то время инспектора семинара школьных учителей, а затем пробст в Шване.
Среднее образование получил в Любекской гимназии (1808—1812), высшее — в университетах Ростокском (с 1813; ученик Тиксена) и Гёттингенском (1815), в первом из которых 16 декабря 1817 года был удостоен степени доктора философии. Преподавательскую деятельность начал в 1816 году при Ростокском университете в качестве приват-доцента и адъюнкта философского факультета.
Приехав в Санкт-Петербург, стал членом ложи «Соединённых друзей».
По предложению профессора Френа, 24 июля 1818 года был избран на его место ординарным профессором Казанского университета по кафедре арабского и персидского языков, которую в том же году и занял. Помимо этого исполнял и другие обязанности: в 1823 году бесплатно преподавал те же языки в университетской (первой) гимназии; с 1824 году заведовал нумизматическим кабинетом и кабинетом редкостей; в 1823—1845 годах — цензор сочинений на восточных языках; в 1822—1827, 1828—1832 и 1835—1836 годах был деканом словесного факультета (отделения); в 1833 году временно преподавал в университете древнюю историю; наконец, с 1832 по 1835 год был инспектором студентов и директором педагогического института; 31 декабря 1832 года был произведён в статские советники. По преобразовании университета по уставу 1835 года Эрдман был оставлен ординарным профессором по разряду восточной словесности; в 1840 году он принял русское подданство; с 1841 по 1845 год состоял деканом философского факультета, проректором и цензором Казанского университета. Был удостоен звания заслуженного профессора Казанского университета.
Вышел в отставку 11 мая 1845 года и поселился в имении Фёдоровка Нижегородской губернии.
В 1848—1852 годах был директором училищ Новгородской губернии и Новгородской гимназии.
Умер в Казани 14 (26) февраля 1862 года.

## Научная деятельность
Напечатал в периодических изданиях значительное число статей на русском, немецком, латинском и французском языках по вопросам лингвистическим (издание некоторых арабских текстов; статья о «следах азиатизма в Слове о полку Игореве»), историко-литературным (преимущественно о персидских авторах), этнографическим (о казанских татарах), нумизматическим и историческим; более обширные работы — «Nummi asiatici musei universitatis Caesareae literarum Casanensis» (Казань, 1834) и «Temudschin der Unerschütterliche» (Лейпциг, 1862).
В 1825 году организовал экспедицию по Прикамскому краю и Оренбургской губернии, результатом которой стала статья на немецком языке «Некоторые замечания, сделанные во время путешествия по берегам Камы и Оренбургской губернии». Эта статья была опубликована в «Казанском вестнике» в 1826 году. С 1832 по 1834 год занимался пополнением собрания восточных рукописей, для чего занимался перепиской с ханом Букеевской орды Джанигиром, которые подарил Казанскому университету несколько рукописей на арабском и персидском языках.
Перевёл на немецкий язык одну из песен калмыцкого эпоса «Джангар», которая в переводе на русском языке Алексеем Бобровниковым в «Вестнике русского географического общества». Позднее перевод был издан отдельным изданием в 1857 году под названием «Kalmukische Dschangar», которое стало первым опубликованным переводом на немецкий язык калмыцкого эпоса «Джангар».
При этом, как отмечается в статье об Эрдмане в Энциклопедии Брокгауза и Ефрона, «деятельность Эрдмана прошла в науке почти бесследно; не отличаясь природными дарованиями, он не обладал строгой филологической и исторической подготовкой».

## Семья
Был дважды женат:
- Первая жена — Миранада Женжинева Флорибелла ван Делен (Miranda Gengyeva Floribella van Delen). Умерла в Казани в 1822 году;
- В 1823 году женился на Элизабет Эйлер (1780, Санкт-Петербург — 1852, Казань);
- 30 января 1838 года женился на княжне Ольге Петровне Мыщецкой.